# Yingo Bolivia
Yingo Bolivia es un programa de televisión boliviano que se adaptó del programa chileno, Yingo que se transmitía por Chilevisión. Emitido por Red UNO de lunes a viernes a las 16:30 horas y los sábados y domingos a las 19:00 horas, conducido por Agustín Belforte, este último por segunda ocasión seguida al igual que en su homónimo ecuatoriano, junto a Jessica Suárez, Mario del Alcázar y Wendy Flores de lunes a viernes, y Sandra Alcázar y Sebastián Putz los sábados y domingos, en donde un grupo de jóvenes debían competir en distintas pruebas físicas, de canto y baile con el fin de no ser eliminados y poder ganar un gran premio final.

## Jurados
Un jurado que evalúa los desafíos de canto y/o baile además de velar por la correcta realización de los juegos o pruebas, aunque algunas veces existan fuertes conflictos con los participantes del programa.
Primera temporada
- Andrea Villarroel - Modelo; Miss Pre Teen Model Look La Victoria 2010, Miss Pre Teen Model Venezuela 2012 y Miss Copa Brasil 2014.

## Temporadas

### Primera temporada
Comenzó el día lunes 9 de abril de 2018 presentando a los participantes que llegaron a competir, que fueron 24. Para la competencia se formaron dos equipos Los cantantes (equipo morado) y Los bailarines (equipo verde) e inició la competencia. El martes 19 de mayo de 2018, Agustín Belforte hizo un anuncio donde se convoca a un casting para nuevos participantes en Yingo desde 16 años en adelante.
Los ganadores de esta temporada fueron: Anisia Dos Reis y Christian Marmolejo en la categoría bailarines (Equipo Verde).

### Segunda temporada
Comenzó el día lunes 12 de agosto de 2018 presentando a los participantes que llegaron a competir, que fueron 24. Para la competencia se formaron dos equipos Los cantantes (equipo morado) y Los bailarines (equipo verde) e inició la competencia.

## Curiosidades
Agustín Belforte: empezó su formación actoral a los 13 años, pero su carrera se inició recién el 2007 en Argentina, año que fue participante de “Gran Hermano” y formó parte de diferentes obras de teatro. En el 2012, fue presentador de “Gran Hermano” en Colombia y actuó en cinco novelas en ese país. Dos años después y por la fiebre del Mundial, se animó a cambiar de formato con el programa “Fanáticos del Fútbol”. En el 2015, se fue a Ecuador invitado por Ecuavisa para presentar “Yingo”, desde entonces ha estado en diferentes cadenas televisivas importantes conduciendo diversos formatos de realitys, como “Factor X Kids”, “Hoy cocino por ti” y la “Guerra de los Sueños”.
Mario Del Alcazar: es un abogado y en la actualidad conductor de televisión boliviano. fue participante de tres realities bolivianos “Esto es guerra”, “Juga2 Bolivia” y “Bailando por un sueño” desde los 25 hasta los 27 años.
Sandra Alcázar: Fue Miss La Paz 2005 y tercera finalista en el Miss Bolivia 2005, ella es presentadora de El Mañanero, en La Paz y también fue participante por 2 años de “Juga2 Bolivia” y en 2017 participante de “Bailando por un sueño 4”.
Sebastián Putz: fue en 2015 y 2017 participante de “Bailando por un sueño” y él también es presentador de “El Mañanero” y, además, también otro llamado “Bigote”.
Wendy Flores: Fue participante de “Juga2 Bolivia” en 2017 y “Bailando por un sueño 5”, la cual obtuvo el 3.er puesto.

### Representaciones internacionales
- Natali Masinari participó en la Primera Temporada Internacional de “Calle 7 Paraguay” la cual fue la 8.ª Eliminada y en su homónimo ecuatoriano y la cual queda eliminada a puertas de la final.
- Michael Pavez audicionó para ingresar la temporada “Yingo Girls and Boys” la cual queda eliminado y en su homónimo paraguayo en su quinta y su sexta temporada la cuales fue semifinalista y abandonó por motivos personales.
- Pavel Ramos (Pavlik) participó en “1910” la cual fue el 2.º Eliminado y audicionó para ingresar la temporada “Yingo Girls and Boys” la cual queda eliminado y en su homónimo paraguayo en su quinta temporada la cual fue el 18.º Eliminado.
- Rodrigo Giménez (Potro) participó en la Segunda Temporada Internacional de “Calle 7 Paraguay” la cual fue el 26° Eliminado y en el homónimo paraguayo del chileno “Mundos opuestos (Chile)” la cual obtuvo el 2.º lugar.